# Об'єднана ракетно-космічна корпорація
Основним (пріоритетним) напрямом діяльності АТ «ОРКК» є облік майнового комплексу організацій Держкорпорації «Роскосмос», у тому числі володіння активами (пакетами акцій/частками участі) групи дочірніх товариств з метою контролю.
АТ «ОРКК» має філію акціонерного товариства «Об'єднана ракетно-космічна корпорація» — «Науково-дослідний інститут космічного приладобудування» (філія АТ «ОРКК» — «НДІ КП»). Філія АТ «ОРКК» — «НДІ КП» є провідною організацією Держкорпорації «Роскосмос» з контролю та забезпечення стійкості електронної компонентної бази та радіоелектронної апаратури космічних апаратів до впливу іонізуючих випромінювань космічного простору, а також головна організація Міжвідомчого центру радіаційних випробувань. Роскосмосу.
Філія АТ «ОРКК» — «НДІ КП» спрямовує свою діяльність на розвиток технології виробництва сертифікованих та зареєстрованих в Авіареєстрі Міждержавного авіаційного комітету (МАК) авіаційних бортових радіомаяків системи КОСПАС/САРСАТ, персональних радіомаяків із вбудованими приймачами ГЛОНАСС/GPS та засобів симплексного голосового зв'язку взаємодії з пошуковими службами та збільшення їх серійного випуску. Підприємство здійснює розробку та виробництво малогабаритних бортових радіотелеметричних передавальних пристроїв, антенно-приймальних пристроїв, а також приладів для їх контролю, що відповідають за параметрами спектру радіопередаючих пристроїв, що випромінюється, вимогам основних міжнародних телеметричних стандартів IRIG (США) і CNES. Штаб-квартира розташована в Москві.

## Історія
Компанія заснована у 2014 році на базі ВАТ «Науково-дослідний інститут космічного приладобудування» з метою реалізації указу Президента Росії № 874 від 02 грудня 2013 року «Про систему управління ракетно-космічною галуззю».
У грудні 2016 року 100 % акцій АТ «ОРКК» передано Держкорпорації «Роскосмос» як майновий внесок Російської Федерації відповідно до Указу Президента Російської Федерації № 221 "Про заходи щодо створення Державної корпорації з космічної діяльності «Роскосмос».
До структури АТ «ОРКК» входить філія «НДІ КП», яка є провідним розробником та постачальником перспективних бортових та наземних приладів навігаційної апаратури з використанням сигналів супутникових систем ГЛОНАСС/GPS, а також апаратури контрольно-коригувальних станцій, призначеної для підвищення точності позиціонування об'єктів.

## Власники та керівництво
Єдиним акціонером корпорації є Російська Федерація.
Керівництво:
- березень 2014 — січень 2015 — Комаров Ігор Анатолійович
- січень 2015 — червень 2018 — Власов Юрій Вениаминович
- червень 2018 — жовтень 2020 — Жерегеля Андрій Васильович
- жовтень 2020 — січень 2021 — Гурєєв Сергій Борисович
- січень 2021 — нині — Данилов Олександр В'ячеславович

## Склад корпорації
У жовтні 2014 року до складу корпорації увійшли наступні холдинги та підприємства. компаній, що увійшли до її складу:
- АТ «Інформаційні супутникові системи імені академіка М. Ф. Решетньова»;
- АТ « Науково-виробнича корпорація Системи прецизійного приладобудування»;
- АТ «Науково-виробнича корпорація Космічні системи моніторингу, інформаційно-керуючі та електромеханічні комплекси імені А. Г. Йосиф'яна»;
- АТ «Російська корпорація ракетно-космічного приладобудування та інформаційних систем»;
- АТ «Державний ракетний центр імені академіка В. П. Макєєва»;
- АТ «Ракетно-космічна корпорація «Енергія» імені С. П. Королева»; (НВО «Енергія»)
- АТ «НВО Енергомаш імені академіка В. П. Глушка»; (НВО «Енергія»)
- АТ «Інститут підготовки кадрів машинобудування та приладобудування»; (ВУМЛ)
- АТ «Науково-виробничий комплекс „Іскра“»;
- АТ « Машинобудівний завод „Арсенал“»;
- АТ «Композит» (ЦНДІМВ)

## Діяльність
Пріоритетні напрямки діяльності корпорації:
2014–2018 — розробка, виробництво, випробування, постачання, модернізація та реалізація ракетно-космічної техніки; супровід її експлуатації, гарантійне та сервісне обслуговування, ремонт.
2018–2020 — розвиток проектів диверсифікації, виробництво продукції цивільного призначення та провадження діяльності з роботи з непрофільними активами підприємств ракетно-космічної галузі.
2021 — н.в. — Облік майнового комплексу організацій Держкорпорації «Роскосмос», у тому числі володіння активами (пакетами акцій/частками участі) групи дочірніх товариств з метою контролю.